# Saint-Hilaire-en-Woëvre
Pour les articles homonymes, voir Saint-Hilaire.
Saint-Hilaire-en-Woëvre est une commune française située dans le département de la Meuse, en région Grand Est.

## Géographie
Cette commune regroupe sous son nom trois villages : Saint-Hilaire-en-Woëvre, Wadonville-en-Woëvre, Butgneville-en-Woëvre.

### Communes limitrophes
| Marchéville-en-Woëvre | Marchéville-en-Woëvre   | Harville               |
| Marchéville-en-Woëvre | Saint-Hilaire-en-Woëvre | Harville               |
| Saulx-lès-Champlon    | Doncourt-aux-Templiers  | Doncourt-aux-Templiers |

### Hydrographie

#### Réseau hydrographique
La commune est dans le bassin versant du Rhin au sein du bassin Rhin-Meuse. Elle est drainée par le Longeau, le ruisseau Moutru et le ruisseau de la Prairie,.
Le Longeau, d'une longueur de 37 km, prend sa source dans la commune de Hannonville-sous-les-Côtes et se jette  dans l'Yron à Friauville, après avoir traversé 16 communes. 

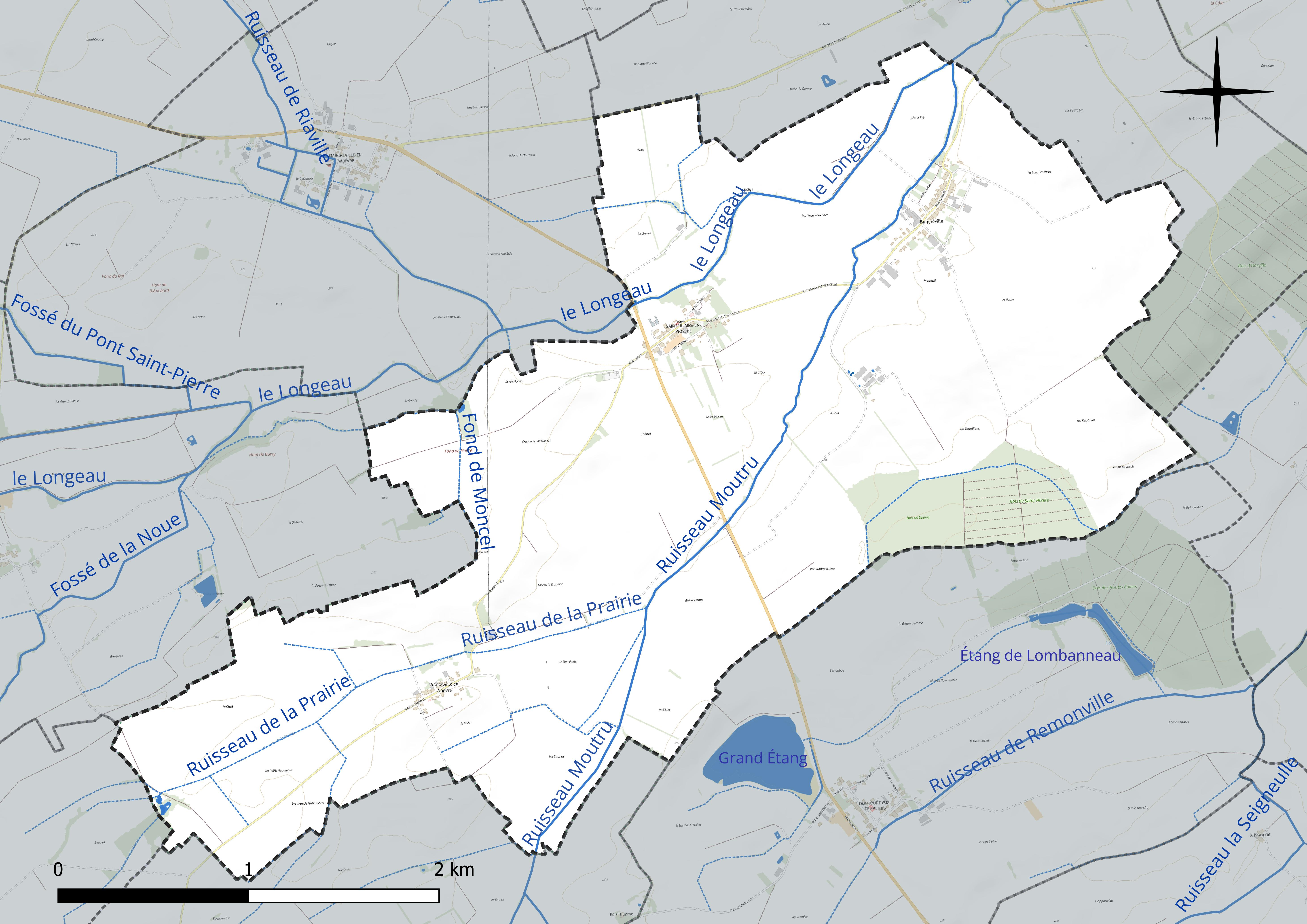
Réseau hydrographique de Saint-Hilaire-en-Woëvre.

#### Gestion et qualité des eaux
Le territoire communal est couvert par le schéma d'aménagement et de gestion des eaux (SAGE) « Bassin ferrifère ». Ce document de planification concerne le périmètre des anciennes galeries des mines de fer, des aquifères et des bassins versants hydrographiques associés qui s’étend sur 2 418 km2. Les bassins versants concernés sont celui de la Chiers en amont de la confluence avec l'Othain, et ses affluents (la Crusnes, la Pienne, l'Othain), celui de l'Orne et ses affluents et celui de la Fensch, le Veymerange, la Kiesel et les parties françaises du bassin versant de l'Alzette et de ses affluents (Kaylbach, ruisseau de Volmerange). Il a été approuvé le 27 mars 2015. La structure porteuse de l'élaboration et de la mise en œuvre est la région Grand Est. 
La qualité des cours d’eau peut être consultée sur un site dédié géré par les agences de l’eau et l’Agence française pour la biodiversité. 

### Climat
Pour des articles plus généraux, voir Climat du Grand Est et Climat de la Meuse.
En 2010, le climat de la commune est de type climat des marges montargnardes, selon une étude du Centre national de la recherche scientifique s'appuyant sur une série de données couvrant la période 1971-2000. En 2020, Météo-France publie une typologie des climats de la France métropolitaine dans laquelle la commune est dans une zone de transition entre le climat océanique altéré et le climat océanique altéré et est dans la région climatique  Lorraine, plateau de Langres, Morvan, caractérisée par un hiver rude (1,5 °C), des vents modérés et des brouillards fréquents en automne et hiver. 
Pour la période 1971-2000, la température annuelle moyenne est de 9,7 °C, avec une amplitude thermique annuelle de 16,5 °C. Le cumul annuel moyen de précipitations est de 840 mm, avec 12,7 jours de précipitations en janvier et 9,1 jours en juillet. Pour la période 1991-2020, la température moyenne annuelle observée sur la station météorologique de Météo-France la plus proche, « Bonzée_sapc », sur la commune de Bonzée à 8 km à vol d'oiseau, est de 10,6 °C et le cumul annuel moyen de précipitations est de 783,7 mm. 
La température maximale relevée sur cette station est de 40,6 °C, atteinte le 24 juillet 2019 ; la température minimale est de −17,3 °C, atteinte le 7 février 2012,,. 
Les paramètres climatiques de la commune ont été estimés pour le milieu du siècle (2041-2070) selon différents scénarios d'émission de gaz à effet de serre à partir des nouvelles projections climatiques de référence DRIAS-2020. Ils sont consultables sur un site dédié publié par Météo-France en novembre 2022.

## Urbanisme

### Typologie
Au 1er janvier 2024, Saint-Hilaire-en-Woëvre est catégorisée commune rurale à habitat très dispersé, selon la nouvelle grille communale de densité à sept niveaux définie par l'Insee en 2022.
Elle est située hors unité urbaine et hors attraction des villes,.

### Occupation des sols
L'occupation des sols de la commune, telle qu'elle ressort de la base de données européenne d’occupation biophysique des sols Corine Land Cover (CLC), est marquée par l'importance des territoires agricoles (95,4 % en 2018), une proportion sensiblement équivalente à celle de 1990 (95,6 %). La répartition détaillée en 2018 est la suivante : 
terres arables (75,4 %), prairies (15,9 %), forêts (4,6 %), zones agricoles hétérogènes (4,1 %). L'évolution de l’occupation des sols de la commune et de ses infrastructures peut être observée sur les différentes représentations cartographiques du territoire : la carte de Cassini (XVIIIe siècle), la carte d'état-major (1820-1866) et les cartes ou photos aériennes de l'IGN pour la période actuelle (1950 à aujourd'hui).

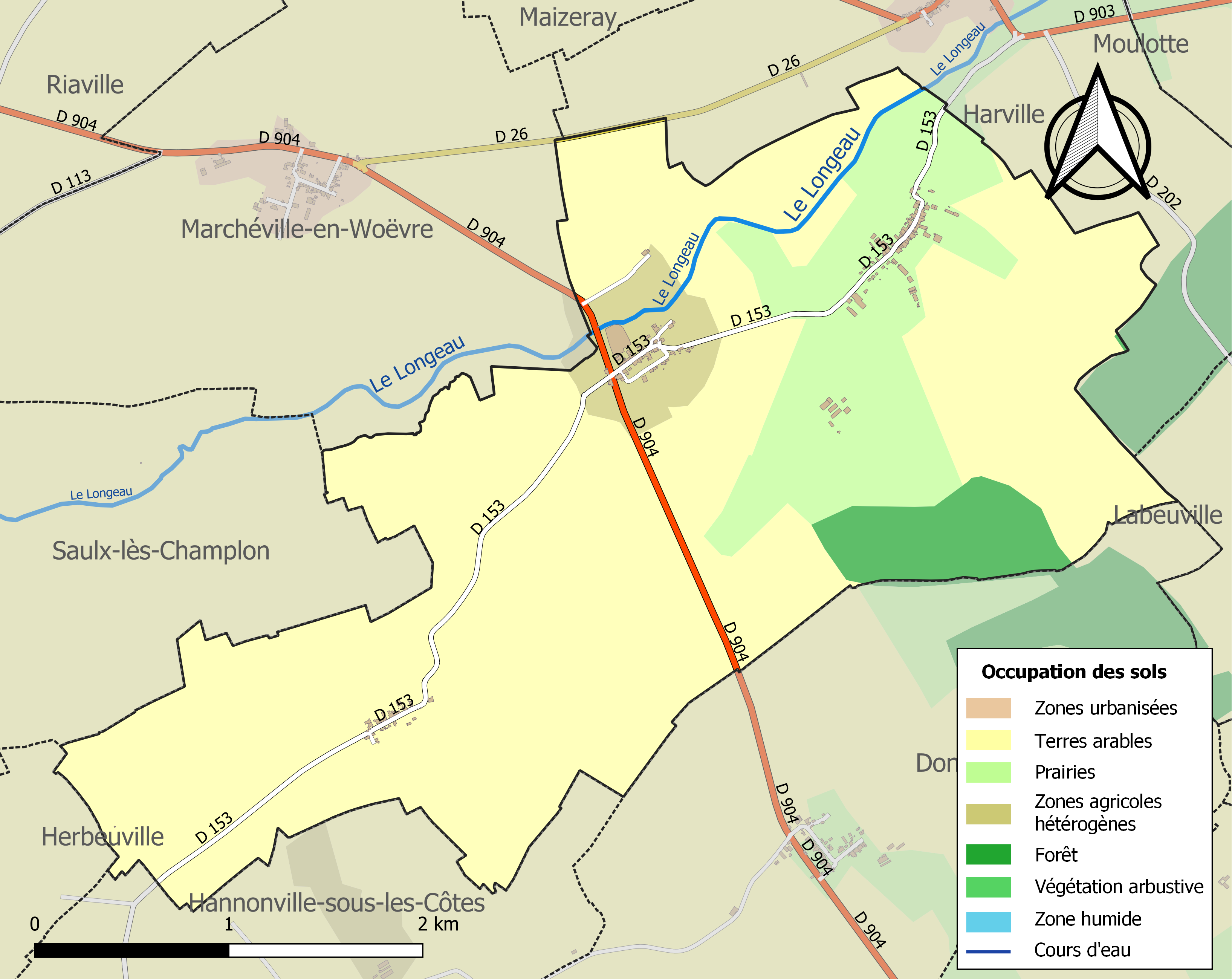
Carte des infrastructures et de l'occupation des sols de la commune en 2018 (CLC).

## Toponymie
Le nom de la localité est attesté sous les formes Sanctus-Hilarius (1049) ; Saint-Ylier (1252) ; Saintelier (1268) ; Saincthiler, Saincthilier (1549) ; Sainct-Ylaire (1564) ; Sainct-Hylliers (1642) ; Saint-Hilier (1745).

Saint-Hilaire est un hagiotoponyme évoquant, probablement, Hilaire de Poitiers.
La Woëvre est une région naturelle du nord-est de la France, située dans la région Lorraine, essentiellement dans le département de la Meuse et pour une plus faible partie en Meurthe-et-Moselle voire dans le département des Vosges.

## Histoire
Le 1er janvier 1973, Saint-Hilaire-en-Woëvre fusionne avec Butgnéville et Wadonville-en-Woëvre sous le régime de la fusion-association. Le 1er novembre 2013, la fusion de Saint-Hilaire-en-Woëvre avec Butgnéville et Wadonville-en-Woëvre est transformée en fusion simple.

## Politique et administration
| Période                                  | Période                   | Identité                                    | Étiquette | Qualité                   |
| ---------------------------------------- | ------------------------- | ------------------------------------------- | --------- | ------------------------- |
| Les données manquantes sont à compléter. |                           |                                             |           |                           |
| mars 1971                                | mars 1995                 | Justin Rolland                              |           |                           |
| mars 1995                                | mars 2001                 | Jean Lemoine                                |           |                           |
| mars 2001                                | mars 2008                 | Louis Mourot                                | UDF       | Ancien conseiller général |
| mars 2008                                | En cours (au 26 mai 2020) | Henri Huynen Réélu pour le mandat 2020-2026 |           | Ancien agriculteur        |

## Population et société

### Démographie
L'évolution du nombre d'habitants est connue à travers les recensements de la population effectués dans la commune depuis 1793. Pour les communes de moins de 10 000 habitants, une enquête de recensement portant sur toute la population est réalisée tous les cinq ans, les populations de référence des années intermédiaires étant quant à elles estimées par interpolation ou extrapolation. Pour la commune, le premier recensement exhaustif entrant dans le cadre du nouveau dispositif a été réalisé en 2005.

En 2022, la commune comptait 181 habitants, en évolution de +3,43 % par rapport à 2016 (Meuse : −4,4 %, France hors Mayotte : +2,11 %).
| 1793 | 1800 | 1806 | 1821 | 1831 | 1836 | 1841 | 1846 | 1851 |
| ---- | ---- | ---- | ---- | ---- | ---- | ---- | ---- | ---- |
| 140  | 143  | 146  | 164  | 161  | 157  | 132  | 169  | 199  |

| 1856 | 1861 | 1866 | 1872 | 1876 | 1881 | 1886 | 1891 | 1896 |
| ---- | ---- | ---- | ---- | ---- | ---- | ---- | ---- | ---- |
| 224  | 296  | 276  | 190  | 212  | 207  | 197  | 180  | 204  |

| 1901 | 1906 | 1911 | 1921 | 1926 | 1931 | 1936 | 1946 | 1954 |
| ---- | ---- | ---- | ---- | ---- | ---- | ---- | ---- | ---- |
| 194  | 104  | 100  | 57   | 91   | 88   | 73   | 63   | 62   |

| 1962 | 1968 | 1975 | 1982 | 1990 | 1999 | 2005 | 2006 | 2010 |
| ---- | ---- | ---- | ---- | ---- | ---- | ---- | ---- | ---- |
| 60   | 53   | 126  | 123  | 120  | 144  | 183  | 186  | 192  |

| 2015 | 2020 | 2022 | - | - | - | - | - | - |
| ---- | ---- | ---- | - | - | - | - | - | - |
| 173  | 185  | 181  | - | - | - | - | - | - |

## Culture locale et patrimoine

### Lieux et monuments

#### Édifices religieux

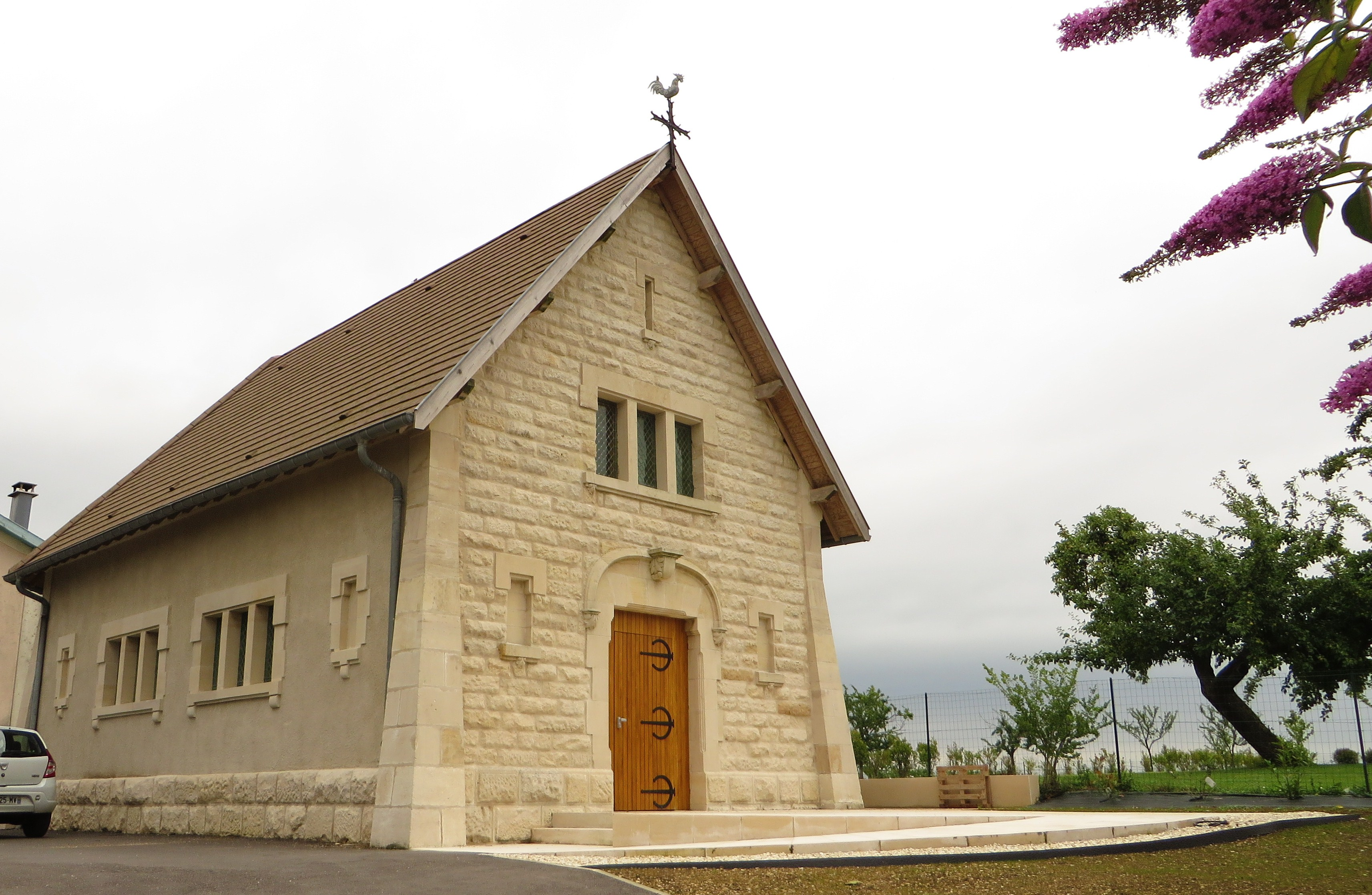
Chapelle Saint-Hubert de Wadonville-en-Woëvre.

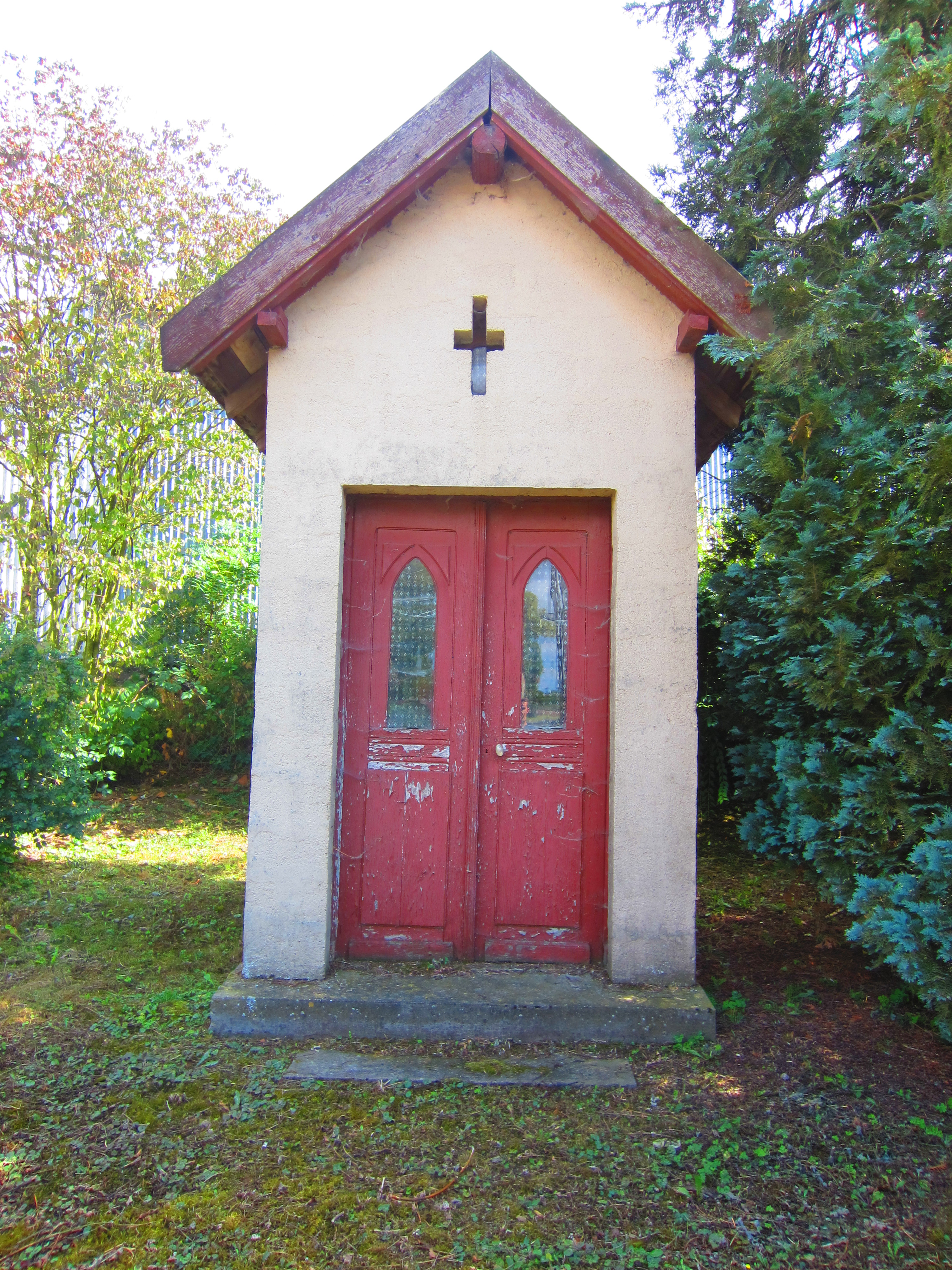
Chapelle de Butgnéville.

- Église Saint-Hilaire à Saint-Hilaire-en-Woëvre, détruite durant la Première Guerre mondiale et reconstruite en pierre et béton armé en 1927-1928 en remplace celle de 1503 (qui possédait de belles boiseries et une cloche de 1525).
- Chapelle Saint-Hubert à Wadonville-en-Woëvre, reconstruite en 1926 après la guerre? remplace celle du XVIIe siècle.
- Chapelle à Butgnéville.

### Héraldique
| Blason de Saint-Hilaire-en-Woëvre | Blason  | D'azur à la croix d'argent cantonnée au 1er d'une tour, au 2e d'un cor enguiché, le pavillon à senestre, au 3e d'un cœur et au 4e d'un fer de moulin, le tout d'or. |
| Blason de Saint-Hilaire-en-Woëvre | Détails | Le statut officiel du blason reste à déterminer. |